# Isla del Zorro (Venezuela)
Isla del Zorro (también escrito alternativamente como «Isla El Zorro») es el nombre de una isla  ubicada en el oeste del Lago de Valencia (también conocido como Lago de Los Tacarigua), en un área cercana a la ciudad de Maracay, Hace parte administrativamente del Municipio Zamora del Estado Aragua en el borde de su frontera con el estado Carabobo, localizado al centro norte del país suramericano de Venezuela.
Por su tamaño en kilómetros cuadrados es la sexta de las 22 islas que se encuentran en el lago con una superficie estimada en aproximadamente 5 hectáreas (equivalentes a 0,05 km²). Se encuentra al este de las islas del Burro, Otama y el Horno, y a poca distancia de la Isla Caigüire y el cerro Tunquén de la península en las afueras de Magdaleno.